# Bulinus jousseaumei
Bulinus jousseaumei е вид коремоного от семейство Planorbidae.

## Разпространение
Видът е разпространен в Буркина Фасо, Гамбия, Мали, Нигер, Нигерия, Сенегал и Того.